# Habenaria berroana
Habenaria berroana är en orkidéart som beskrevs av João Barbosa Rodrigues. Habenaria berroana ingår i släktet Habenaria och familjen orkidéer.
Artens utbredningsområde är Uruguay. Inga underarter finns listade i Catalogue of Life.